# Aricia subcalida
Aricia subcalida är en fjärilsart som beskrevs av Ruggero Verity 1920. Aricia subcalida ingår i släktet Aricia och familjen juvelvingar. Inga underarter finns listade i Catalogue of Life.